# فرودگاه بدوری
فرودگاه بدوری (به انگلیسی: Bedourie Airport) یک فرودگاه با کد یاتا BEU است که یک باند فرود آسفالت دارد و طول باند آن ۱۵۰۰ متر است. این فرودگاه در کشور استرالیا قرار دارد و در ارتفاع ۹۱ متری از سطح دریا واقع شده‌است.

## شرکت‌های هواپیمایی و مقصدهای پروازی
| شرکت‌های هواپیمایی       | مقصدهای پروازی                                                             |
| ----------------------- | -------------------------------------------------------------------------- |
| رجیونال اکسپرس ایرلاینز | بیردسویل، Boulia، بریزبن، چارلویل، ماونت آیزیا، کویلپی، Toowoomba، ویندورا |